# William K. Howard
William K. Howard (St. Marys, 16 giugno 1899 – Los Angeles, 21 febbraio 1954) è stato un regista, sceneggiatore e produttore cinematografico statunitense.

## Biografia
Howard iniziò a lavorare ad Hollywood come aiuto regista nel film The Adorable Savage (1920). L'anno seguente, debuttò come regista in Get Your Man (1921), a cui seguirono nello stesso anno Play Square e What Love Will Do. Sempre nel 1921 scrisse la sceneggiatura di The One-Man Trail.
Fra i suoi lavori più conosciuti come regista si possono citare The Thundering Herd (1925), Surrender (1931), Transatlantico (1931), Sherlock Holmes (1932), This Side of Heaven (1934), Elisabetta d'Inghilterra (1937), When the Lights Go on Again e A Guy Could Change.
La pellicola The Power and the Glory, diretta da Howard su una sceneggiatura di Preston Sturges, fu ignorata per decenni, e soltanto in anni recenti è stata rivalutata e riconosciuta come fonte di grande ispirazione nella stesura di Quarto potere.

## Riconoscimenti
Il regista ha una stella nella Hollywood Walk of Fame.

## Filmografia

### Regista
- Get Your Man, co-regia di George W. Hill (1921)
- Play Square (1921)
- What Love Will Do (1921)
- Extra! Extra! (1922)
- Lucky Dan (1922)
- Deserted at the Altar (1922)
- Captain Fly-by-Nigh (1922)
- The Fourth Musketeer (1923)
- Danger Ahead (1923)
- Let's Go (1923)
- The Border Legion (1924)
- East of Broadway   (1924)
- La valanga selvaggia (The Thundering Herd) (1925)
- Code of the West (1925)
- The Light of Western Stars (1925)
- Red Dice (1926)
- Bachelor Brides (1926)
- Volcano  (1926)
- Gigolo (1926)
- White Gold (1927)
- The Main Event (1927)
- A Ship Comes In (1928)
- The River Pirate (1928)
- Sin Town (1929)
- The Valiant (1929)
- Love, Live and Laugh (1929)
- La veglia della fiamma (Christina) (1929)
- Good Intentions (1930)
- Scotland Yard (1930)
- Transatlantico (Transatlantic) (1931)
- The Trial of Vivienne Ware (1932)
- Il primo anno  (The First Year) (1932)
- Il gatto e il violino (The Cat and the Fiddle) (1934)
- This Side of Heaven (1934)
- L'amante sconosciuta (Evelyn Prentice) (1934)
- Vanessa: Her Love Story (1935)
- Elisabetta d'Inghilterra (Fire Over England) (1937)
- A Guy Could Change (1946)

### Sceneggiatore
- The One-Man Trail, regia di Bernard J. Durning (1921)
- Trooper O'Neil, regia di Scott R. Dunlap, C.R. Wallace (1922)
- The Crusader, regia di Howard M. Mitchell (1922)
- Sin Town, regia di J. Gordon Cooper, William K. Howard (1929)
- Good Intentions, regia di William K. Howard (1930)
- Back Door to Heaven, regia di William K. Howard (1939)
- Notte d'angoscia (When Strangers Marry), regia di William Castle (1944)

### Produttore
- The Valiant, regia di William K. Howard  (1929)
- Sherlock Holmes, regia di William K. Howard  (1932)
- This Side of Heaven, regia di William K. Howard  (1934)
- Codice segreto (Rendezvous), regia di William K. Howard e, non accreditato, Sam Wood (1935)
- Al pappagallo verde (The Green Cockatoo), regia di William Cameron Menzies (1937)
- A Guy Could Change, regia di William K. Howard (1946)